# Dipoena pulicaria
Dipoena pulicaria là một loài nhện trong họ Theridiidae.
Loài này thuộc chi Dipoena. Dipoena pulicaria được Tord Tamerlan Teodor Thorell miêu tả năm 1890.